# Oy, to ne vecher
Oy, to ne vécher (Ой, то не ве́чер ) es el incipit de una canción popular rusa, también conocida como La parábola del cosaco (Казачья Притча ) o como El sueño de Stepán Razin (Сон Степана Разина ). 
Fue publicado por primera vez por la compositora Aleksandra Zheleznova-Armfelt (1866–1933) en su colección Canciones de los cosacos Urales después de su trabajo de campo en la óblast de Uralsk durante 1896 – 1897.  El título original era (en la ortografía anterior a la reforma de 1918) Ой, не вечоръ, то-ли не вечоръ. (Сон Стеньки Разина.) Ой, не вечоръ, то-ли не вечоръ. (Сон Стеньки Разина.) Ой, не вечоръ, то-ли не вечоръ. (Сон Стеньки Разина.)  Las letras fueron grabadas de la interpretación del "viejo cosaco F. S. Zh. de 75 años".
La letra original estaba compuesta por siete versos, con el versículo explicitando que el soñador es el rebelde Stepán Razin del siglo XVII. Razin tiene un sueño, y su capitán (yesaúl) lo interpreta como un presagio de su derrota. 
1. Ah, todavía no es de noche, pero he echado una pequeña siesta y vino a mí un sueño;
2. En el sueño que tuve, fue como si mi caballo negro como el cuervo estuviera jugando, bailando, bajo la audaz y valiente juventud.
3. Ah, y allí vientos salvajes salieron volando del este, y arrancaron la gorra negra de esa cabeza salvaje.
4. Ah, el arco resonante fue arrancado del poderoso hombro, ah, las flechas templadas estaban dispersas en la húmeda madre tierra,
5. Ah, ¿quién estará ahí para mí, que interpretaría este sueño?  Ah, el yesaúl era inteligente, el eseul desenredó todo ese sueño:
6. "Stepán, nuestro querido, Timoféievich, tú, a quien llaman Razin, de tu cabeza se cayó la gorra negra: de ahí saldrá esa cabeza salvaje tuya.
7. "Arrancado, desgraciadamente, estaba el arco que resonaba: para mí, el eseul, habrá un ahorcamiento.  Ah, dispersas estaban las flechas temperadas: nuestros cosacos, por desgracia, todos se volverán a volar ".

La canción ha sido interpretada en varias variantes, algunas veces expandida a once versos, pero en la variante más común cantada por intérpretes actuales se reduce a cuatro versos, eliminando la mención de Razin y reduciendo los tres augurios en el sueño a uno solo.  Estas letras pueden ser traducidas como: 
1. Ah, todavía no es de noche, pero he echado una pequeña siesta y tuve un sueño;
2. En el sueño que tuve, fue como si mi caballo negro como el cuervo estuviera jugando, bailando, fuera juguetón debajo de mí;
3. Ah, y allí los vientos del mal salieron volando del este, y arrancaron la gorra negra de esa cabeza salvaje.
4. Y el yesaúl era inteligente, él fue capaz de interpretar mi sueño. "Ah, seguramente se desprenderá", dijo, "esa cabeza salvaje tuya".

La canción se hizo muy popular durante el siglo XX y ha sido interpretada por numerosos intérpretes desde la década de 1970, incluyendo a Ariel en la ópera-rock La leyenda de Yemelián Pugachov (1978), Zhanna Bichévskaya (1996), Arkona (2004), Zolotoye Koltsó (2007), Pelagueya (2009) y Valeri Kipélov (2011). Una interpretación de 2006 de Andréi Zheleznyakov se conoció internacionalmente como el tema de entrada utilizado por el luchador de artes marciales mixtas Fiódor Yemeliánenko. 